# Ghiacciaio Orcho
Il ghiacciaio Orcho è un ghiacciaio lungo circa 2,0 km e largo circa 1,8, situato sull'isola Clarence, nelle isole Shetland Meridionali, un arcipelago antartico situato poco a nord della Penisola Antartica. Il ghiacciaio si trova in particolare sulla costa nord-orientale  dell'isola, poco a sud del ghiacciaio Banari e a nord del ghiacciaio Treskavets, dove fluisce verso nord-est a partire dal versante orientale della  cresta Ravelin, fino a entrare in mare poco a nord di punta Gesha.

## Storia
In seguito alla spedizione Tangra 2004/05, il ghiacciaio Orcho è stato così battezzato nel 2005 dalla commissione bulgara per i toponimi antartici in onore del comandante ribelle bulgaro Orcho Voyvoda (1829-1911).